# Cervus canadensis xanthopygus
El uapití, wapití o ciervo de Manchuria (Cervus canadensis xanthopygus) es una subespecie de ciervo canadiense (Cervus canadensis) originaria del este de Asia.

## Características
El pelaje del wapiti de Manchuria es marrón rojizo durante el verano y gris pardusco en invierno. Tiene el pelaje oscuro en el cuello y partes inferiores oscuras, seguido de un parche de color claro en la rabadilla. Es más pequeño que el uapiti oriental (Cervus canadensis canadensis) con astas más pequeñas y más robustas.
Los ciervos machos son parecidos a los wapiti con una melena en el cuello y, como se mencionó, astas relativamente pequeñas parecidas a las de un wapiti. Las hembras de ciervo son más parecidas al ciervo rojo y carecen de melena en el cuello. Este ciervo es el más parecido a un ciervo rojo de los wapiti y está adaptado a entornos de bosques caducifolios mixtos de Manchuria, Yakutia, el norte de China y Corea del Norte. Como muchos ciervos rojos, los ciervos adultos pueden tener algunas manchas visibles en su pelaje de verano.
Las hembras pesan 140 a 215 kilogramos y los machos de 170 a 350 kilogramos, los machos pueden alcanzan hasta 1,5 m de altura y 2,4 m de longitud.

## Distribución
Este ciervo se encuentra en el sureste de Siberia (al este del lago Baikal), el noreste de Mongolia, Manchuria, Corea del Norte y el noreste de China. Las poblaciones de cérvidos similares de las regiones de Alxa, Gansu, Shanxi y el sur de Mongolia se describieron originalmente como una subespecie distinta, el wapiti de Alashan (Cervus canadensis alashanicus). Sin embargo, investigaciones genéticas recientes indican que este ciervo pertenece a la subespecie de Manchuria.